# Antikoagulant
Antikoagulant ali antikoagulans je zdravilo ali učinkovina, ki deluje tako, da prepreči strjevanje krvi oziroma tvorbo strdka. Takšne snovi v naravi izločajo pijavke in žuželke, ki sesajo kri. Antikoagulanti so na voljo v obliki injekcij kot zdravila proti trombotičnim motnjam ali v obliki za peroralno zaužitje (tableta). Nekateri antikoagulanti so tudi del medicinske opreme in jih najdemo v epruvetah za odvzem krvi, pri transfuziji krvi in v opremi za dializo.
Podobno kot antikoagulanti delujejo tudi drugi antitrombotiki, torej antiagregacijske učinkovine in fibrinolitiki. Antikoagulanti delujejo na različnih korakih v kaskadi strjevanja krvi oziroma nastajanju tromba (strdka).

## Uporaba
Pred uporabo antikoagulanta je potrebno pretehtati tveganja in koristi za bolnika. Največje tveganje predstavlja višja verjetnost krvavitve. Pri sicer zdravih ljudeh je ta minimalna, bolj problematična pa je pri bolnikih, ki so nedavno prestali operacijo, imeli možgansko anevrizmo ali katero drugo podobno stanje, pri katerem je uporaba antikoagulanta preveč tvegana. Splošno se antikoagulante uporablja za preprečevanje ali zmanjšanje napredovanja bolezni. Nekatere indikacije za njihovo uporabo so: 
- Atrijska fibrilacija
- Bolezen koronarnih arterij
- Globoka venska tromboza (lahko vodi do pljučne embolije)
- Ishemična kap
- Hiperkoagulabilna stanja (na primer prisoten faktor V Leiden, ki lahko privede do globoke venske tromboze
- Miokardni infarkt
- Pljučna embolija
- Restenoze zaradi stentov (opornic)

V teh primerih antikoagulantna terapija prepreči nastanek nevarnih strdkov ali prepreči njihovo rast.

## Neželeni učinki
Bolniki, stari 80 let ali več, so lahko še posebej občutljivi za zaplete, povezane s krvavitvami. Stopnja zapletov je kar 13 na 100 oseb v enem letu. Izčrpavanje vitamina K pri terapiji s kumarini poveča tveganje za kalcifikacije arterij in srčnih zaklopk, še posebej pri povišani vsebnosti vitamina D.

## Interakcije
Nekatera živila in prehranska dopolnila, ki povzročijo redčenje krvi, so: borovnice, brusnice, ribje olje, pivo, čebula, papaja, granatno jabolko, soja, šentjanževka in kurkuma. Tudi nekatera zelišča prispevajo k redčenju krvi. Ponekod obstajajo multivitamini, ki so na voljo za bolnike na antikoagulantni terapiji in ne vsebujejo teh snovi, ki bi lahko prispevala k pretiranemu redčenju krvi in posledično krvavitvi.
Obstajajo tudi živila in prehranska dopolnila, ki nasprotno spodbujajo nastajanje krvnih strdkov. Nekatera izmed njih so: lucerna, avokado, koencim Q10 in temnolistnata zelenjava, na primer špinača. Bolniki, ki so na antikoagulanti terapiji, morajo te snovi zauživati previdno in v dovolj nizkih količinah, da se ohrani učinek antikoagulanta in prepreči nihanje v stopnji koagulacije.
Grenivka podaljša čas, ki je potreben, da se metaboliziran antikoagulant izloči iz telesa, zato je potrebna previdnost pri hkratnem uživanju.
Antikoagulanti se pogosto uporabljajo za zdravljenje akutne globoke venske tromboze. Ljudje, ki jih uporabljajo za ta namen, se morajo v času zdravljenja izogibati pretiranemu počivanju, saj lahko sicer pride do škodljivih učinkov.

## Vrste antikoagulantov
Na voljo so številni različni antikoagulanti. Tradicionalni, kot so varfarin, drugi kumarini in heparini, so v široki uporabi. Od leta 2000 so bili uvedeni številne nove učinkovine, ki jih imenujejo novi peroralni antikoagulanti (NOAC) ali neposredno delujoči peroralni antikoagulanti (DOAC). Mednje spadajo neposredni zaviralci trombina (dabigatran) in zaviralci faktorja Xa (rivaroksaban, apiksaban in edoksaban). Zanje so dokazali, da so enako dobri oziroma morda še boljši od kumarinov z manj resnimi neželenimi učinki. Novejši antikoagulanti so dražji od tradicionalnih in jih je potrebno skrbno uporabljati pri bolnikih z okvarjenimi ledvicami. Obenem za zaviralce faktorja Xa ne obstaja antidot, zato je težko ustaviti njihove učinke na telo v nujnih primerih (nesreče, nujna operacija). Leta 2015 so odobrili idarucizumab kot učinkovino z nasprotnim delovanjem od dabigatrana.

### Kumarini (antagonisti vitamina K)
Ti peroralni antikoagulanti izhajajo iz kumarina, ki se nahaja v številnih rastlinah. Pomemben predstavnik te skupine je varfarin. Za učinek potrebuje vsaj 48 do 72 ur, zato je potrebno, kadar se zahteva takojšnji učinek, sočasno dati heparin. Ti antikoagulanti se uporabljajo za zdravljenje bolnikov z globoko vensko trombozo (GVT, v tuji literaturi DVT), pljučne embolije (PE) in za preprečevanje embolij pri bolnikih z atrijsko fibrilacijo (AF) in tistih z mehanskimi umetnimi srčnimi zaklopkami. Drugi primeri so acenokumarolom, fenprokumon, atromentin in fenindion.

### Heparin in njegovi derivati
Heparin je biološka snov, običajno pridobljena iz prašičjega črevesja. Deluje tako, da aktivira antitrombin III, ki blokira trombin in s tem prepreči strjevanje krvi. Heparin lahko uporabimo in vivo (z injekcijo), kot tudi in vitro za preprečevanje strjevanja krvi ali plazme v medicinskih napravah.

#### Heparini nizke molekulske mase
Heparini nizke molekulske mase so boljši za uporabo, saj ne zahtevajo spremljanja aktiviranega parcialnega tromboplastinskega časa APTČ (v tuji literaturi APTT), hkrati pa imajo manj stranskih učinkov.

### Indirektni zaviralci faktorja Xa
V to skupino sodita sintetična pentasaharida idraparinuks in fondaparinuks. Slednji je sintetična učinkovina, sestavljena iz pet sladkorjev (pentasaharid) in heparina, ki se veže na antitrombin, s čimer zavre delovanje faktorja Xa. Gre za molekulo, manjšo od nizkomolekularnega heparina.

### Direktni zaviralci faktorja Xa
V to skupino spadajo učinkovine, kot so rivaroksaban, apiksaban in edoksaban. Za razliko od heparinov in fondaparinuksa, ki zavirajo faktor Xa posredno prek aktivacije antitrombina, delujejo te učinkovine neposredno na faktor Xa.

### Direktni zaviralci trombina
V to skupino spadajo bivalentne učinkovine hirudin (vsebujejo ga medicinske pijavke), lepidurin in bivalirudin ter monovalentni učinkovini argatroban in dabigatran. Delujejo neposredno na trombin.

### Novi peroralni antikoagulanti
Novi peroralni antikoagulanti (NOACs) so nov razred antikoagulantnih zdravilnih učinkovin, ki podobno kot varfarin zavirajo razvoj in nastanek strdka. Najpogosteje predpisani NOACs so dabigatran, rivaroksaban in apiksaban. V primerjavi z varfarinom začnejo učinkovati prej, hkrati pa imajo relativno kratke razpolovne dobe. Rutinsko spremljanje in prilagajanje odmerka te skupine učinkovin ni tako pomembno kot pri varfarinu, saj imajo bolj predvidljivo antikoagulacijsko aktivnost. Tako NOACs kot varfarin so enako učinkoviti, vendar prehrana in druga zdravila bolj vplivajo na varfarin. Po drugi strani trenutno za večino NOAC učinkovin ni antidotov, medtem ko za varfarin ta obstaja. Kratka razpolovna doba NOAC učinkovin pripomore k dejstvu, da niti niso potrebni, saj se tako njihov učinek hitro zmanjša. Trenutno edini s strani organizacije FDA odobren antidot za NOAC učinkovine je idarucizumab, ki je antidot za dabigatran.

### Druge vrste antikoagulantov
Obstaja še veliko drugih antikoagulantov, ki jih uporabljajo za namen raziskave in razvoja, diagnostike ali kot kandidate za zdravila. Primeri so: 
- Batroksobin (toksin iz kačjega strupa)
- Hementin (iz žlez slinavk posebne vrste pijavk)
- Vitamin E
- Antitrombinska proteinska terapija

## Laboratorijska uporaba
Laboratorijski instrumenti, embalaža s krvjo za transfuzijo in medicinski ter kirurški materiali se lahko zamašijo in postanejo neuporabni, če se kri strdi. Epruvete, ki se jih uporablja za jemanje krvi za laboratorijske preiskave, vsebujejo antikoagulante, da preprečijo strditev krvi, zaradi česar bi takšen vzorec postal neuporaben. Z izjemo heparina te snovi delujejo tako, da vežejo kalcijeve ione, s čimer preprečijo vezavo koagulacijskim beljakovinam.
- Etilendiamintetraocetna kislina (EDTA) močno in ireverzibilno veže kalcijeve ione, s čimer prepreči strjevanje krvi.
- Citrat se nahaja v epruveti v tekoči obliki in se ga uporablja za teste strjevanja krvi in v embalažah s krvjo za transfuzijo. Veže kalcij, vendar ne tako močno kot EDTA. Primeren delež tega antikoagulanta v krvi je ključnega pomena zaradi dilucije. Nanj lahko vplivamo z dodatkom kalcija. Prisoten je lahko tudi v obliki natrijevega citrata.
- Mehanizem delovanja oksalata je podoben mehanizmu delovanja citrata. Uporablja se ga v epruvetah za odvzem krvi za določanje ravni glukoze in laktata.